# 大明曆 (賈俊)
大明曆是契丹（遼）中期以降施行的曆法，始於遼聖宗統和十二年（994），迄天祚帝保大五年（1125）遼亡。

## 概要
《遼史》卷42曆象志上：「聖宗統和十二年，可汗州刺史賈俊進新曆，則大明曆是也。」遼大明曆術，元修《遼史》時史官已不得見，因此曆象志全錄同名的南朝宋祖沖之大明曆術，以充篇幅，而兩者實不相干，為後世史家所非議。但是由歷史文獻氣朔記錄推察，學者認為遼大明曆很有可能本於唐宣明曆。
嚴敦傑「遼曆志疑」指出：一、《遼史》曆象志朔考謂「遼己未歲（1079）氣朔與宣明曆合。」，又云日本承曆二年戊午歲（1078）與遼曆相近，而當時日本所行用就是宣明曆。二、宣明曆曾長期流行於渤海國、女真等北方民族，渤海國為契丹所滅，因此宣明曆可能由此傳入契丹。三、嚴氏以汪曰楨《歷代長術輯要》所推氣朔與遼曆不合者12例，改用宣明曆驗算，結果有11例與遼曆相符。邱靖嘉更進一步補充，宋江休復《江幾鄰雜志》云：「己亥曆日十一月大盡，契丹曆此月小，十二月十四日夜纔昏月蝕，戎使言：『竊謂為己望』。時修《唐書》，問（劉）羲叟，云：『見用楚衍曆，差一日，宣明曆十一月當小盡。』」陳漢章考證己亥為宋仁宗嘉祐四年（1059），是年十一月宋曆為大月，遼曆為小月，而宣明曆與遼曆同，足見遼大明曆與唐宣明曆比較接近，兩者可能存在淵源關係。

## 腳注
1. ↑  錢大昕《二十二史考異》卷83 《遼史》曆象志
2. ↑  《讀書通訊》第127期 1947年2月 12~13頁
3. ↑  邱靖嘉「《遼史·曆象志》溯源——兼評晚清以來傳統曆譜的系統性缺陷」 4頁